# Lista planetelor minore/28301–28400
Aceasta este Lista planetelor minore/28301–28400; pentru a naviga prin lista completă vezi Lista planetelor minore.
Pentru ale detalii vezi și Proiect:Astronomie sau Portal:Astronomie.
| Nume                 | Denumire provizorie | Data descoperirii  | Locul descoperirii     | Descoperitor(i)         |
| -------------------- | ------------------- | ------------------ | ---------------------- | ----------------------- |
| 28301 -              | 1999 CW67           | 12 februarie 1999  | Socorro                | LINEAR                  |
| 28302 -              | 1999 CK71           | 12 februarie 1999  | Socorro                | LINEAR                  |
| 28303 -              | 1999 CY72           | 12 februarie 1999  | Socorro                | LINEAR                  |
| 28304 -              | 1999 CC75           | 12 februarie 1999  | Socorro                | LINEAR                  |
| 28305 -              | 1999 CH79           | 12 februarie 1999  | Socorro                | LINEAR                  |
| 28306 -              | 1999 CV79           | 12 februarie 1999  | Socorro                | LINEAR                  |
| 28307 -              | 1999 CN80           | 12 februarie 1999  | Socorro                | LINEAR                  |
| 28308 -              | 1999 CA81           | 12 februarie 1999  | Socorro                | LINEAR                  |
| 28309 -              | 1999 CB81           | 12 februarie 1999  | Socorro                | LINEAR                  |
| 28310 -              | 1999 CT81           | 12 februarie 1999  | Socorro                | LINEAR                  |
| 28311 -              | 1999 CY90           | 10 februarie 1999  | Socorro                | LINEAR                  |
| 28312 -              | 1999 CH94           | 10 februarie 1999  | Socorro                | LINEAR                  |
| 28313 -              | 1999 CU99           | 10 februarie 1999  | Socorro                | LINEAR                  |
| 28314 -              | 1999 CG100          | 10 februarie 1999  | Socorro                | LINEAR                  |
| 28315 -              | 1999 CD101          | 10 februarie 1999  | Socorro                | LINEAR                  |
| 28316 -              | 1999 CK101          | 10 februarie 1999  | Socorro                | LINEAR                  |
| 28317 -              | 1999 CA106          | 12 februarie 1999  | Socorro                | LINEAR                  |
| 28318 -              | 1999 CE106          | 12 februarie 1999  | Socorro                | LINEAR                  |
| 28319 -              | 1999 CR107          | 12 februarie 1999  | Socorro                | LINEAR                  |
| 28320 -              | 1999 CG110          | 12 februarie 1999  | Socorro                | LINEAR                  |
| 28321 -              | 1999 CV110          | 12 februarie 1999  | Socorro                | LINEAR                  |
| 28322 -              | 1999 CK111          | 12 februarie 1999  | Socorro                | LINEAR                  |
| 28323 -              | 1999 CP112          | 12 februarie 1999  | Socorro                | LINEAR                  |
| 28324 -              | 1999 CN114          | 12 februarie 1999  | Socorro                | LINEAR                  |
| 28325 -              | 1999 CK118          | 12 februarie 1999  | Socorro                | LINEAR                  |
| 28326 -              | 1999 CY120          | 11 februarie 1999  | Socorro                | LINEAR                  |
| 28327 -              | 1999 CT123          | 11 februarie 1999  | Socorro                | LINEAR                  |
| 28328 -              | 1999 CN125          | 11 februarie 1999  | Socorro                | LINEAR                  |
| 28329 -              | 1999 CD150          | 13 februarie 1999  | Kitt Peak              | Spacewatch              |
| 28330 -              | 1999 CG152          | 12 februarie 1999  | Kitt Peak              | Spacewatch              |
| 28331 -              | 1999 CD156          | 14 februarie 1999  | Anderson Mesa          | LONEOS                  |
| 28332 -              | 1999 DU1            | 18 februarie 1999  | Haleakala              | NEAT                    |
| 28333 -              | 1999 DW1            | 18 februarie 1999  | Haleakala              | NEAT                    |
| 28334 -              | 1999 DJ2            | 19 februarie 1999  | Oizumi                 | T. Kobayashi            |
| 28335 -              | 1999 DN2            | 19 februarie 1999  | Oizumi                 | T. Kobayashi            |
| 28336 -              | 1999 DZ4            | 17 februarie 1999  | Socorro                | LINEAR                  |
| 28337 -              | 1999 EA2            | 9 martie 1999      | Kitt Peak              | Spacewatch              |
| 28338 -              | 1999 EL2            | 10 martie 1999     | Kitt Peak              | Spacewatch              |
| 28339 -              | 1999 EC3            | 10 martie 1999     | Reedy Creek            | J. Broughton⁠(d)         |
| 28340 Yukihiro       | 1999 EG5            | 13 martie 1999     | Yatsuka⁠(d)             | H. Abe⁠(d)               |
| 28341 Bingaman       | 1999 EU5            | 13 martie 1999     | Goodricke-Pigott⁠(d)    | R. A. Tucker⁠(d)         |
| 28342 -              | 1999 FB9            | 19 martie 1999     | Anderson Mesa          | LONEOS                  |
| 28343 -              | 1999 FG9            | 20 martie 1999     | Anderson Mesa          | LONEOS                  |
| 28344 -              | 1999 FE19           | 22 martie 1999     | Anderson Mesa          | LONEOS                  |
| 28345 -              | 1999 FL19           | 22 martie 1999     | Anderson Mesa          | LONEOS                  |
| 28346 Kent           | 1999 FV19           | 19 martie 1999     | Fountain Hills⁠(d)      | C. W. Juels⁠(d)          |
| 28347 -              | 1999 FD22           | 19 martie 1999     | Socorro                | LINEAR                  |
| 28348 -              | 1999 FO23           | 19 martie 1999     | Socorro                | LINEAR                  |
| 28349 -              | 1999 FB26           | 19 martie 1999     | Socorro                | LINEAR                  |
| 28350 -              | 1999 FC26           | 19 martie 1999     | Socorro                | LINEAR                  |
| 28351 -              | 1999 FP29           | 19 martie 1999     | Socorro                | LINEAR                  |
| 28352 -              | 1999 FF31           | 19 martie 1999     | Socorro                | LINEAR                  |
| 28353 -              | 1999 FH32           | 19 martie 1999     | Socorro                | LINEAR                  |
| 28354 -              | 1999 FV33           | 19 martie 1999     | Socorro                | LINEAR                  |
| 28355 -              | 1999 FW33           | 19 martie 1999     | Socorro                | LINEAR                  |
| 28356 -              | 1999 FF38           | 20 martie 1999     | Socorro                | LINEAR                  |
| 28357 -              | 1999 FB40           | 20 martie 1999     | Socorro                | LINEAR                  |
| 28358 -              | 1999 FW48           | 20 martie 1999     | Socorro                | LINEAR                  |
| 28359 -              | 1999 FP52           | 20 martie 1999     | Socorro                | LINEAR                  |
| 28360 -              | 1999 FU55           | 20 martie 1999     | Socorro                | LINEAR                  |
| 28361 -              | 1999 FF59           | 20 martie 1999     | Socorro                | LINEAR                  |
| 28362                | 1999 GP5            | 7 aprilie 1999     | Nachi-Katsuura⁠(d)      | Y. Shimizu⁠(d), T. Urata |
| 28363 -              | 1999 GN6            | 14 aprilie 1999    | Woomera⁠(d)             | F. B. Zoltowski⁠(d)      |
| 28364 -              | 1999 GN7            | 7 aprilie 1999     | Anderson Mesa          | LONEOS                  |
| 28365 -              | 1999 GF14           | 15 aprilie 1999    | Socorro                | LINEAR                  |
| 28366 -              | 1999 GA16           | 9 aprilie 1999     | Socorro                | LINEAR                  |
| 28367 -              | 1999 GO16           | 15 aprilie 1999    | Socorro                | LINEAR                  |
| 28368 -              | 1999 GW18           | 15 aprilie 1999    | Socorro                | LINEAR                  |
| 28369 -              | 1999 GA21           | 15 aprilie 1999    | Socorro                | LINEAR                  |
| 28370 -              | 1999 GK34           | 6 aprilie 1999     | Socorro                | LINEAR                  |
| 28371 -              | 1999 GG39           | 12 aprilie 1999    | Socorro                | LINEAR                  |
| 28372 -              | 1999 HU             | 18 aprilie 1999    | Woomera⁠(d)             | F. B. Zoltowski⁠(d)      |
| 28373 -              | 1999 HL3            | 18 aprilie 1999    | Catalina               | CSS                     |
| 28374 -              | 1999 HL11           | 17 aprilie 1999    | Socorro                | LINEAR                  |
| 28375 -              | 1999 JC             | 2 mai 1999         | Višnjan Observatory⁠(d) | K. Korlević             |
| 28376 -              | 1999 JX19           | 10 mai 1999        | Socorro                | LINEAR                  |
| 28377 -              | 1999 JC24           | 10 mai 1999        | Socorro                | LINEAR                  |
| 28378 -              | 1999 JN24           | 10 mai 1999        | Socorro                | LINEAR                  |
| 28379 -              | 1999 JK37           | 10 mai 1999        | Socorro                | LINEAR                  |
| 28380 -              | 1999 JO38           | 10 mai 1999        | Socorro                | LINEAR                  |
| 28381 -              | 1999 JQ39           | 10 mai 1999        | Socorro                | LINEAR                  |
| 28382 -              | 1999 JZ48           | 10 mai 1999        | Socorro                | LINEAR                  |
| 28383 -              | 1999 JX68           | 12 mai 1999        | Socorro                | LINEAR                  |
| 28384 -              | 1999 JT76           | 10 mai 1999        | Socorro                | LINEAR                  |
| 28385 -              | 1999 JX76           | 12 mai 1999        | Socorro                | LINEAR                  |
| 28386 -              | 1999 JD79           | 13 mai 1999        | Socorro                | LINEAR                  |
| 28387 -              | 1999 JE79           | 13 mai 1999        | Socorro                | LINEAR                  |
| 28388 -              | 1999 JM86           | 12 mai 1999        | Socorro                | LINEAR                  |
| 28389 -              | 1999 JN95           | 12 mai 1999        | Socorro                | LINEAR                  |
| 28390 -              | 1999 JW131          | 13 mai 1999        | Socorro                | LINEAR                  |
| 28391 -              | 1999 LV11           | 9 iunie 1999       | Socorro                | LINEAR                  |
| 28392 -              | 1999 NQ11           | 13 iulie 1999      | Socorro                | LINEAR                  |
| 28393 -              | 1999 RB12           | 7 septembrie 1999  | Socorro                | LINEAR                  |
| 28394 Mittag-Leffler | 1999 RY36           | 13 septembrie 1999 | Prescott⁠(d)            | P. G. Comba⁠(d)          |
| 28395                | 1999 RZ42           | 3 septembrie 1999  | Siding Spring          | R. H. McNaught          |
| 28396 Eymann         | 1999 RY44           | 13 septembrie 1999 | Guitalens              | A. Klotz⁠(d)             |
| 28397 -              | 1999 RK53           | 7 septembrie 1999  | Socorro                | LINEAR                  |
| 28398 -              | 1999 RE55           | 7 septembrie 1999  | Socorro                | LINEAR                  |
| 28399 -              | 1999 RY136          | 9 septembrie 1999  | Socorro                | LINEAR                  |
| 28400 -              | 1999 RW160          | 9 septembrie 1999  | Socorro                | LINEAR                  |